# بلادي (فرقة)
بلادي (بالكورية: 블레이디) هي فرقة فتيات كورية جنوبية مكونة من خمس عضوات. تأسست الفرقة بدايةً تحت إشراف شركة SY6 Entertainment، ثم تولت شركة Star Planet إدارتها لاحقًا. طرحت الفرقة أولى أغانيها التمهيدية ذات الطابع الكلاسيكي بعنوان (Spark Spark) في 16 مايو 2011، تلتها الأغنية الرئيسية (Crazy Day) في 27 يوليو من العام نفسه.

## روابط خارجية
- بلادي على موقع ميوزك برينز (الإنجليزية)